# La Creueta (Sant Ramon)
La Creueta és una obra del poble de Gospí, al municipi de Sant Ramon (Segarra) inclosa a l'Inventari del Patrimoni Arquitectònic de Catalunya.

## Descripció
Es tracta d'una creu processional situada al peu d'un dels camins que surt del nucli de Gospí.
Originàriament només hi havia la pedra inferior de grans dimensions, a la qual hi ha gravada en forma d'incisió una creu molt rudimentària, posteriorment els habitants del nucli hi van col·locar la pedra superior tallada en forma de creu.

## Història
Antigament els habitant del nucli anaven en processó des de l'església parroquial de Sant Martí fins a aquest punt per demanar bona collita.